# Rebeka Šilhanová
Rebeka Šilhanová (* 22. března 1995) je bývalá česká atletka, reprezentantka ve skoku o tyči. V minulosti[kdy?] závodila za USK Praha.
Od dětství se věnovala sportovní gymnastice. Od roku 2010 se začala věnovat atletice. V roce 2013 se zúčastnila mistrovství Evropy juniorů v italském Rieti, kde postoupila do finále a obsadila 11. místo výkonem 380 cm. V následujícím roce si vyskákala účast na mistrovství světa juniorů v americkém Oregonu, kde obsadila 6. místo výkonem 425 cm, i na seniorském mistrovství Evropy v Curychu. V letní sezóně 2015 se nominovala na mistrovství Evropy do 22 let v Tallinnu. V roce 2016 si vylepšila osobní rekord na 440 cm a bojovala o účast na olympijských hrách v Riu. Získala zlato na mistrovství ČR v Táboře a výkonem 440 cm se nominovala na mistrovství Evropy v Amsterdamu. V roce 2017 si vylepšila letní sezónní maximum na 417 cm, které skočila na mistrovství Evropy do 22 let v Bydhošti.

## Úspěchy
| Rok  | Závod                      | Místo                 | Umístění    | Výkon   |
| ---- | -------------------------- | --------------------- | ----------- | ------- |
| 2013 | Mistrovství Evropy juniorů | Rieti, Itálie         | 11.         | 3,80 m  |
| 2014 | Mistrovství světa juniorů  | Oregon, USA           | 6.          | 4,25 m  |
| 2014 | Mistrovství Evropy         | Curych, Švýcarsko     | kvalifikace | NM      |
| 2015 | Mistrovství Evropy U23     | Tallinn, Estonsko     | kvalifikace | 3, 85 m |
| 2016 | Mistrovství ČR             | Tábor, ČR             | 1.          | 4,40 m  |
| 2016 | Mistrovství Evropy         | Amsterdam, Nizozemsko | kvalifikace | 4,00 m  |
| 2017 | Mistrovství Evropy U23     | Bydhošť, Polsko       | kvalifikace | 4,17 m  |

## Osobní rekordy
- venku – 440 cm, 19. 6. 2016, Tábor
- hala – 427 cm, 21. 2. 2017, Praha-Zličín